# Jean-Pierre Staelens
Jean-Pierre Staelens (Linselles, 15 giugno 1945 – Charenton-le-Pont, 1º gennaio 2000) è stato un cestista francese.

## Carriera
Con la Francia ha disputato due edizioni dei Campionati europei (1967, 1971).

## Palmarès
- Campionato francese: 1

Denain: 1964-65